# Nova Independência (ort)
Nova Independência är en ort i Brasilien.   Den ligger i kommunen Nova Independência och delstaten São Paulo, i den södra delen av landet, 700 km sydväst om huvudstaden Brasília. Nova Independência ligger 328 meter över havet och antalet invånare är 3 072.
Terrängen runt Nova Independência är platt. Runt Nova Independência är det mycket glesbefolkat, med 7 invånare per kvadratkilometer.. Det finns inga andra samhällen i närheten.
Trakten runt Nova Independência består i huvudsak av gräsmarker.